# Gare de Luzenac - Garanou
La gare de Luzenac - Garanou est une gare ferroviaire française de la ligne de Portet-Saint-Simon à Puigcerda (frontière), située sur le territoire de la commune de Garanou, à proximité de Luzenac, dans le département de l'Ariège, en région Occitanie.
Elle est mise en service en 1888 par la Compagnie des chemins de fer du Midi et du Canal latéral à la Garonne. C'est une halte ferroviaire de la Société nationale des chemins de fer français (SNCF) desservie, par des trains grandes lignes qui circulent sur l'axe transpyrénéen oriental qui permet une relation de Paris à Barcelone (avec un changement de train à la frontière) en traversant la chaîne des Pyrénées et par des trains régionaux TER Occitanie.

## Situation ferroviaire
Établie à 587 m d'altitude, la gare de Luzenac - Garanou, qui dépend de la région ferroviaire de Toulouse, est située au point kilométrique (PK) 114,998 de la ligne de Portet-Saint-Simon à Puigcerda (frontière), entre les gares des Cabannes et d'Ax-les-Thermes.
Elle dispose de deux quais : le quai 1 dispose d'une longueur utile de 140 m pour la voie 1 et le quai 2 d'une longueur utile de 130 m pour la voie 2.

## Histoire
En 1885, le Conseil général de l'Ariège fait remarquer, que dans les documents sur le projet de ligne la gare est appelée Luzenac, alors qu'elle est située sur le territoire de la commune de Garanou, il émet donc le vœu que l'on associe les deux noms pour sa dénomination.
La gare de Luzenac est mise en service le 22 avril 1888 par la Compagnie des chemins de fer du Midi et du Canal latéral à la Garonne lorsqu'elle ouvre la section de Tarascon à Ax les Thermes.
En 2014, selon les estimations de la SNCF, la fréquentation annuelle de la gare était de 10 643 voyageurs.

## Fréquentation
De 2015 à 2023, selon les estimations de la SNCF, la fréquentation annuelle de la gare s'élève aux nombres indiqués dans le tableau ci-dessous :
| Année           | 2015  | 2016  | 2017   | 2018  | 2019  | 2020  | 2021  | 2022   | 2023   |
| --------------- | ----- | ----- | ------ | ----- | ----- | ----- | ----- | ------ | ------ |
| Voyageurs seuls | 9 369 | 9 797 | 10 892 | 8 507 | 9 222 | 5 151 | 8 402 | 11 181 | 11 835 |

## Service des voyageurs

### Accueil
Halte SNCF, c'est un point d'arrêt non géré (PANG) à accès libre.

### Desserte
Luzenac - Garanou est desservie quotidiennement par le train Intercités grande ligne qui circule entre les gares de Paris-Austerlitz et Latour-de-Carol - Enveitg. Elle est également une gare régionale desservie par des trains TER Occitanie qui effectuent des missions entre les gares de Toulouse-Matabiau et de Latour-de-Carol - Enveitg.

### Intermodalité
Un parking pour les véhicules est aménagé.

## Service des marchandises
C'est une gare de la zone fret du sud-ouest (de code 611558 Fret SNCF) qui dispose d'une installation terminale embranchée (ITE). L'usine de talc de Luzenac expédie en effet un train par semaine (en 2017) depuis cette gare.